# 興古郡
興古郡，中国古代的郡。
三国蜀汉建兴三年（225年）分牂柯郡西南部和益州郡南部设置，属庲降都督。治所在宛温县（今云南省砚山县西北46里维摩）。西晋興古郡隶属宁州。晋武帝改治胜休县（今云南省江川县北26里龙街），后移治律高县（今云南省弥勒县南100里朋普）。辖境约当今云南省东南部通海县、华宁县、弥勒县、丘北县、罗平县等地以南，及广西壮族自治区西部、贵州省兴义市。
东晋时，治所回到宛温县，辖境变小，为今云南省文山壮族苗族自治州大部，罗平县、弥勒县南部及贵州兴义市。刘宋时，治漏卧县（今云南省罗平县境内），南齐时，移治西中县（今云南省文山县境内），南梁末年，废兴古郡。